# Rotație improprie
| Group | S4                         | S6                       | S8                 | S10                    | S12                   |
| --- | -------------------------- | ------------------------ | ------------------ | ---------------------- | --------------------- |
| Subgrupuri | C2                         | C3, S2 = Ci              | C4, C2             | C5, S2 = Ci            | C6, S4, C3, C2        |
| Exemplu | antiprismă digonală teșită | antiprismă triunghiulară | antiprismă pătrată | antiprismă pentagonală | antiprismă hexagonală |
| Antiprismele cu laturi orientate au simetrie de rotație improprie. p-antiprismele cu p impar au simetrie de inversiune, Ci. |                            |                          |                    |                        |                       |

În geometrie o rotație improprie sau rotoinversie sau rotație cu inversare sau rotoreflexie sau rotație cu reflexie este o izometrie în spațiul euclidian care este o combinație între o rotație în jurul unei axe și o reflexie într-un plan perpendicular pe axa respectivă. Reflexia și inversiunea sunt fiecare cazuri particulare de rotații improprii. Orice rotație improprie este o transformare afină și, în cazurile în care se conservă și originea coordonatelor, o transformare liniară.
Este folosită ca operație de simetrie în contextul simetriei geometrice, simetriei moleculare și cristalografiei, unde un obiect care rămâne neschimbat în urma unei combinații de rotație și reflexie se spune că are simetrie de rotație improprie.

## În tridimensional
În tridimensional rotația improprie este definită ca o combinație a unei rotații în jurul unei axe cu inversiunea într-un punct de pe axă. Cele două definiții sunt echivalente deoarece rotația cu un unghi θ urmată de reflexie este aceeași transformare ca și rotația cu θ + 180° urmată de inversiune (cu punctul de inversiune ca fiind în planul de reflexie). În ambele definiții, operațiile sunt comutative.
O simetrie tridimensională care are un singur punct fix este în mod necesar o rotație improprie.
O rotație improprie a unui obiect produce astfel o rotație a imaginii sale în oglindă. Axa se numește axă de rotație-reflexie. Aceasta se numește rotație improprie cu n poziții dacă unghiul de rotație, înainte sau după reflexie, este de 360°/n (unde n trebuie să fie par). Există mai multe sisteme diferite pentru denumirea rotațiilor improprii individuale:
- În notația Schoenflies⁠(d) simbolul Sn (din germană Spiegel = oglindă), unde n trebuie să fie par, indică grupul de simetrie generat de o rotație improprie cu n poziții. De exemplu, operația de simetrie S6 este combinația dintre o rotație de (360°/6)=60° și o reflexie în planul oglinzii. (Acest lucru nu trebuie confundat cu notația identică folosită pentru grupuri simetrice⁠(d)).[10]
- În notația Hermann–Mauguin⁠(d) simbolul n este folosit pentru o rotație improprie cu n poziții; adică rotație cu un unghi de rotație de 360°/n cu inversiune. Dacă n este par, trebuie să fie divizibil cu 4. (De reținut că 2 ar fi pur și simplu o reflexie și, în mod normal, este notat cu m (din engleză mirror = oglindă.) Când n este impar, aceasta corespunde unei rotații improprii cu 2n poziții.
- Notația Coxeter pentru S2n este [2n+,2+] și , ca un subgrup indice 4 al [2n,2], , generat de produsul a 3 reflexii.
- Notația orbifold este n× de ordinul 2n.

### Subgrupuri

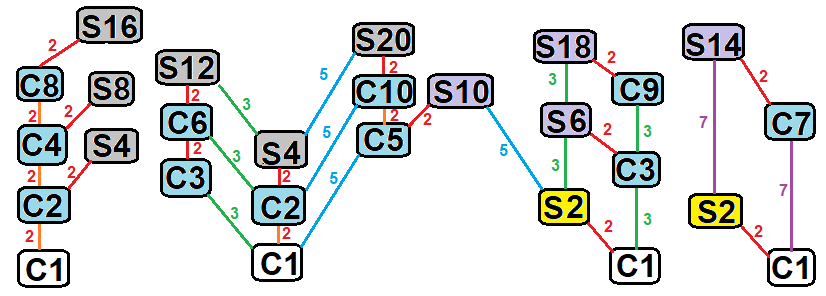
Subgrupurile de la S_{2} pînă la S_{20}.
C_{1} este gupul identității (grup trivial).
S_{2} este inversiunea față de centru.
C_{n} sunt.

- Subgrupul direct al S2n este Cn de ordinul n, indice 2, fiind un generator de rotații improprii aplicat de două ori.
- Pentru n impar, S2n conține o inversiune față de centru, notată Ci sau S2. S2n este produsul direct⁠(d): S2n = Cn × S2, dacă n este impar.
- Pentru orice n, dacă p impar este un divizor al lui n, atunci S2n/p este un subgrup al S2n, indice p. De exemplu S4 este un subgrup al S12, indice 3.

## Ca izometrie indirectă
Într-un sens mai larg, o rotație improprie poate fi definită ca orice izometrie indirectă; adică un element al grupului euclidian E(3)\E+(3): deci poate fi și o reflexie pură față de un plan sau poate fi o reflexie translată. O izometrie indirectă este o transformare afină⁠(d) cu o matrice ortogonală⁠(d) care are determinantul egal cu −1.
O rotație proprie este o rotație obișnuită. În sens mai larg, o rotație proprie este definită ca o izometrie directă; adică un element al lui E+(3): poate fi și transformarea identică, o rotație cu o translație de-a lungul axei sau doar o translație. O izometrie directă este o transformare afină cu o matrice ortogonală care are determinantul egal cu 1.
Fie în sensul mai îngust, fie în cel mai larg, compunerea a două rotații improprii este o rotație proprie, iar compunerea unei rotații improprii cu o rotație proprie este o rotație improprie.

## Sisteme fizice
Când se studiază simetria unui sistem fizic cu o rotație improprie (de exemplu, dacă un sistem are un plan de simetrie în oglindă), este important să se facă distincția între vectori și pseudovectori⁠(d) (precum și între scalari și pseudoscalari și, în general, între tensori și pseudotensori), deoarece aceștia din urmă fac transformări diferite la rotații proprii și improprii (în spațiul tridimensional pseudovectorii sunt invarianți la inversiune).